# スーク・エル・アッタリーン
座標: 北緯36度47分52秒 東経10度10分16秒 / 北緯36.797662度 東経10.171109度

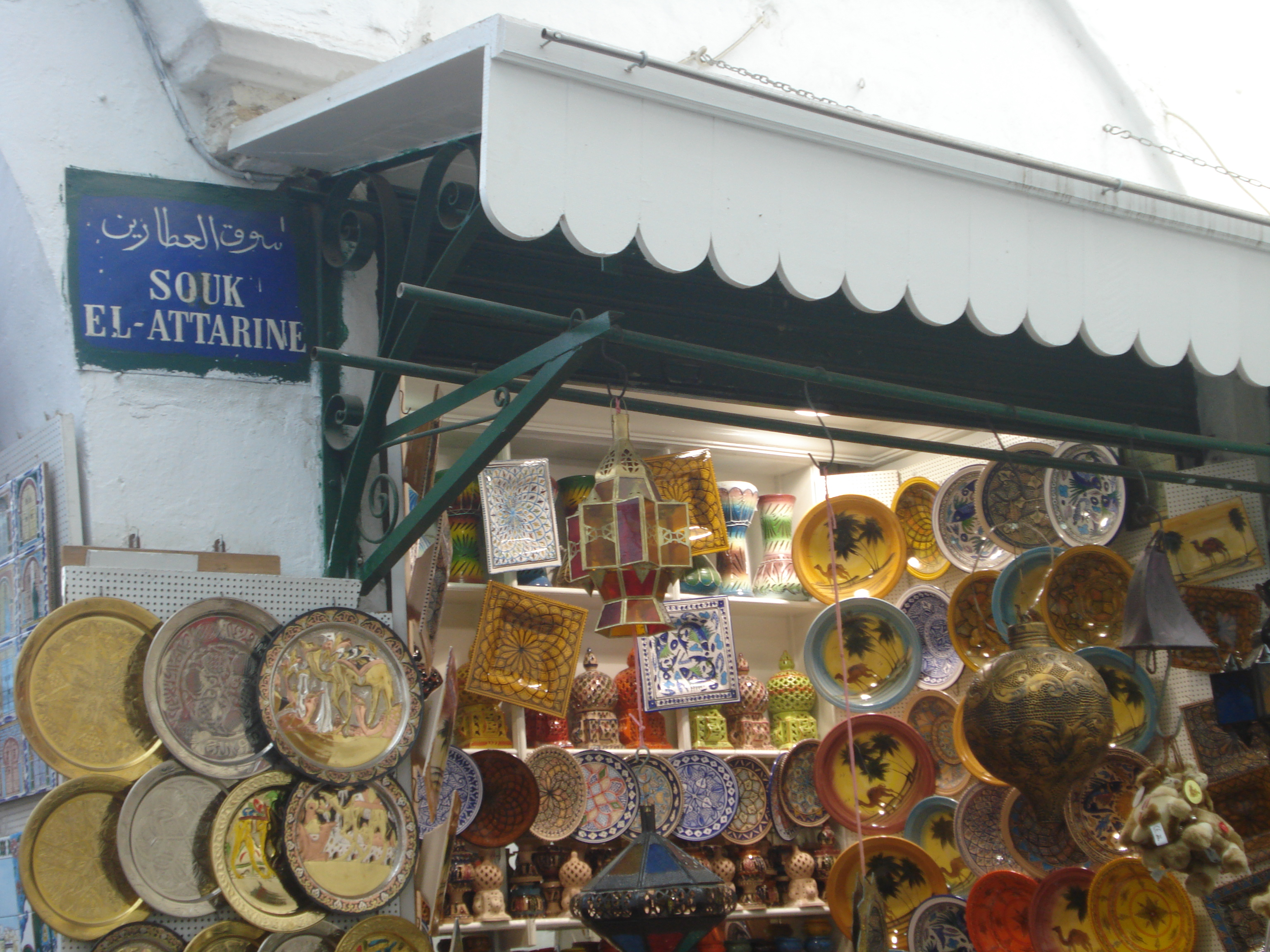
スークの場所を表す看板

スーク・エル・アッタリーンは、チュニスにあるスークである。旧市街中心に位置し、ザイトゥーナ・モスクに面している。
旧国立図書館本館もこのスーク内に位置する。名前の通り、このスークは香水の売買を専門としているが、その他結婚式関連の用具も扱われている。かつて最も高貴なスークと呼ばれた。

## 場所
ザイトゥーナ・モスクのすぐ近くに存在し、北はタミス通り、スーク・エル・ブラッギア、シディ・ベン・アロス通りに、西はスーク・テュルク、南はスーク・エル・フェッカへと続く。
スーク内に歴史的な建造物がおおく存在する。
- ザイトゥーナ・モスク ;
- ハルドウニア ;
- マドラサ・アル・オスフォーリーヤ;
- チュニジア国立図書館;
- フォンドゥク・エル・アッタリーン [1].

## 歴史

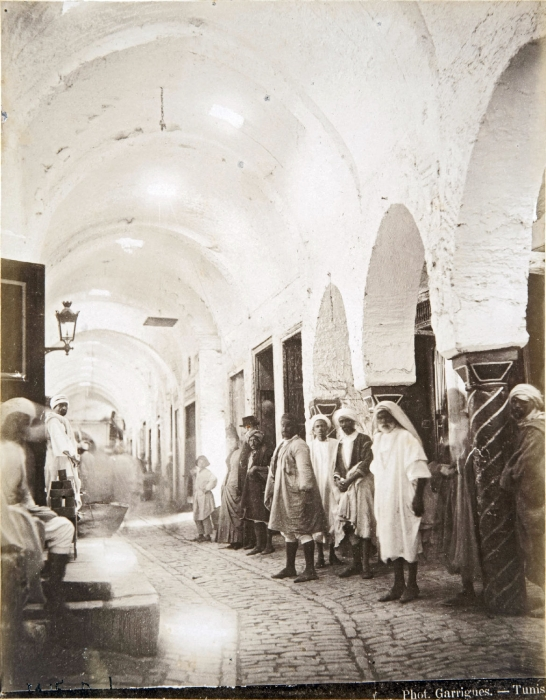
昔のスークの様子

同スークはスルタン・ハフシド・アブ・ザカリヤ・ヤフヤが建てた。

## 製品

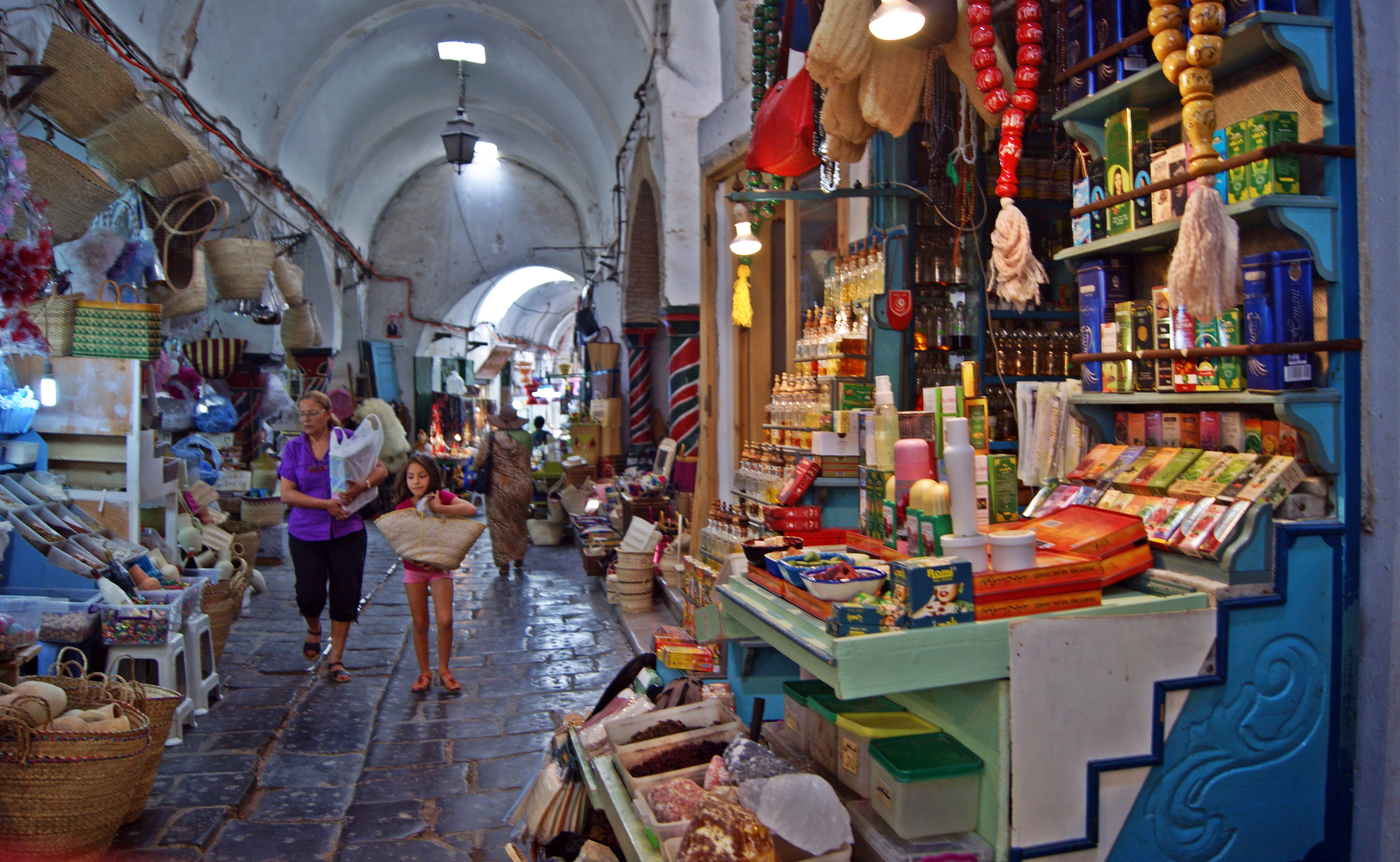
スーク内の店

同スークはジャスミンやバラなどのフラワーウォーター・エッセンス、またヘナの交易で知られる。最近では加えて美容製品や香水の店などが展開している。